# Omer (Michigan)
Omer is een plaats (city) in de Amerikaanse staat Michigan, en valt bestuurlijk gezien onder Arenac County.

## Demografie
Bij de volkstelling in 2000 werd het aantal inwoners vastgesteld op 337.
In 2006 is het aantal inwoners door het United States Census Bureau geschat op 313, een daling van 24 (-7,1%).

## Geografie
Volgens het United States Census Bureau beslaat de plaats een oppervlakte van
3,2 km², geheel bestaande uit land. Omer ligt op ongeveer 195 m boven zeeniveau.

## Plaatsen in de nabije omgeving
De onderstaande figuur toont nabijgelegen plaatsen in een straal van 16 km rond Omer.